# Чагос
Чагос (на английски: Chagos Archipelago; Chagos Islands) е група от седем атола, съставящи архипелаг от над 60 отделни тропически острова в Индийския океан, намиращи се на около 500 km южно от Малдивите, по средата между Индонезия и Африка.
Архипелагът официално е част от Британската индоокеанска територия и е дом на чагосците в продължение на над век и половина, преди британците да ги пропъдят между 1967 и 1973 г., за да позволят на САЩ да построят военна база на Диего Гарсия, най-големият чагоски остров. От 1971 г. това Диего Гарсия е единственият населен остров в архипелага, макар единствено от военен персонал.
Суверенитетът на Чагос е оспорван между Великобритания и Мавриций. Великобритания изрязва архипелага от външната територия на Мавриций три години преди Мавриций да получи независимост.

## География
Площта на сушата на островите е 56,13 km2, като най-големият остров, Диего Гарсия, има площ от 32,5 km2. Общата площ, включваща лагуните в атолите, е над 15 000 km2, от които 12 642 km2 приспадат на Голямото чагоско крайбрежие, което е най-голямата атолна структура в света. Площта на континенталния шелф е 20 607 km2, а на изключителната икономическа зона – 639 611 km2.
Архипелагът представлява комбинация от различни коралови скали, покриващи средноокеански хребет, разпростиращ се на юг през центъра на Индийския океан, образуван от вулкани. За разлика от Малдивите, тук няма ясно разграничим модел в разпределянето на атолите, което кара целият архипелаг да изглежда леко хаотичен. Повечето от коралови структури на Чагос са потопени рифове.
В Чагос се намира Голямото чагоско крайбрежие, което е най-големият атол в света и представлява половината площ от всички рифове в Индийския океан. В резултат, екосистемата на Чагос се оказва гъвкава към климатичните промени и нарушенията в околната среда.
Най-големите острови са Диего Гарсия (32,5 km2), Ийгъл (3,1 km2), Ил Пиер (1,4 km2), Ийстърн Егмонт (2,17 km2), Ил дю Коан (1,32 km2) и Ил Бодам (1,27 km2).
Освен седемте атола със суша, достигащи поне до нивото на водата при прилив, съществуват още девет рифа, повечето от които могат да се считат за постоянно потопени атолни образувания. Броят атоли в архипелага Чагос е 4 – 5, плюс две островни групи и два индивидуални острова. Тези са изброени по-долу в ред от север на юг:
|      | Атол/риф/насип  | Вид                                           | Площ (km2) | Площ (km2) | Брой острови | Местоположение                                                    |
| Суша | Атол/риф/насип  | Вид                                           | Общо       |            | Брой острови | Местоположение                                                    |
| ---- | --------------- | --------------------------------------------- | ---------- | ---------- | ------------ | ----------------------------------------------------------------- |
| 0    | безименен насип | потопен насип                                 | –          | 3          | –            | 4°25′ ю. ш. 72°36′ и. д. / 4.416667° ю. ш. 72.6° и. д.            |
| 1    | Колвокоресес    | потопен атол                                  | –          | 10         | –            | 4°54′ ю. ш. 72°37′ и. д. / 4.9° ю. ш. 72.616667° и. д.            |
| 2    | Спийкърс Банк   | необрасъл атол                                | 0,001      | 582        | -            | 4°55′ ю. ш. 72°20′ и. д. / 4.916667° ю. ш. 72.333333° и. д.       |
| 3    | Бленхайм        | необрасъл атол                                | 0,02       | 37         | 4            | 5°12′ ю. ш. 72°28′ и. д. / 5.2° ю. ш. 72.466667° и. д.            |
| 4    | Бенарес Шоулс   | потопен риф                                   | –          | 2          |              | 5°15′ ю. ш. 71°40′ и. д. / 5.25° ю. ш. 71.666667° и. д.           |
| 5    | Перос Баньос    | атол                                          | 9,6        | 503        | 32           | 5°20′ ю. ш. 71°51′ и. д. / 5.333333° ю. ш. 71.85° и. д.           |
| 6    | Острови Саломон | атол                                          | 3,56       | 36         | 11           | 5°22′ ю. ш. 72°13′ и. д. / 5.366667° ю. ш. 72.216667° и. д.       |
| 7    | Виктори Банк    | потопен атол                                  | –          | 21         | –            | 5°32′ ю. ш. 72°14′ и. д. / 5.533333° ю. ш. 72.233333° и. д.       |
| 8а   | Нелсън          | части от мега-атола Голямо чагоско крайбрежие | 0,61       | 12642      | 1            | 5°40′53″ ю. ш. 72°18′39″ и. д. / 5.681389° ю. ш. 72.310833° и. д. |
| 8б   | Три Брадърс     | части от мега-атола Голямо чагоско крайбрежие | 0,53       | 12642      | 3            | 6°09′ ю. ш. 71°31′ и. д. / 6.15° ю. ш. 71.516667° и. д.           |
| 8в   | Остров Ийгъл    | части от мега-атола Голямо чагоско крайбрежие | 3,43       | 12642      | 2            | 6°12′ ю. ш. 71°19′ и. д. / 6.2° ю. ш. 71.316667° и. д.            |
| 8г   | Остров Дейнджър | части от мега-атола Голямо чагоско крайбрежие | 1,06       | 12642      | 1            | 6°23′00″ ю. ш. 71°14′20″ и. д. / 6.383333° ю. ш. 71.238889° и. д. |
| 9    | Остров Егмонт   | атол                                          | 4,52       | 29         | 7            | 6°40′ ю. ш. 71°21′ и. д. / 6.666667° ю. ш. 71.35° и. д.           |
| 10   | Ковин Банк      | потопен атол                                  | –          | 12         | –            | 6°46′ ю. ш. 72°22′ и. д. / 6.766667° ю. ш. 72.366667° и. д.       |
| 11   | Оуен Банк       | потопен насип                                 | –          | 4          | –            | 6°48′ ю. ш. 70°14′ и. д. / 6.8° ю. ш. 70.233333° и. д.            |
| 12   | Пит Банк        | потопен атол                                  | –          | 1317       | –            | 7°04′ ю. ш. 72°31′ и. д. / 7.066667° ю. ш. 72.516667° и. д.       |
| 13   | Диего Гарсия    | атол                                          | 32,8       | 174        | 4            | 7°19′ ю. ш. 72°25′ и. д. / 7.316667° ю. ш. 72.416667° и. д.       |
| 14   | Ганджис Банк    | потопен атол                                  | –          | 30         | –            | 7°23′ ю. ш. 70°58′ и. д. / 7.383333° ю. ш. 70.966667° и. д.       |
| 15   | Уайт Банк       | потопен атол                                  | –          | 3          | –            | 7°25′ ю. ш. 71°31′ и. д. / 7.416667° ю. ш. 71.516667° и. д.       |
| 16   | Сентуриън Банк  | потопен атол                                  | –          | 25         | –            | 7°39′ ю. ш. 70°50′ и. д. / 7.65° ю. ш. 70.833333° и. д.           |
|      | Чагос           | архипелаг                                     | 56,13      | 15427      | 64           | 04°54' до 07°39' ю. ш. 70°14' до 72°37' и. д.                     |

### Ресурси
Главните природни ресурси на района са кокосовите палми и рибата. Лицензите за комерсиален риболов в миналото генерират доходи от около 2 милиона щатски долара за властите на Британската индоокеанска територия, но след октомври 2010 г. такива лицензи вече не се издават, след като е създаден морски резерват.
Цялата икономическа дейност е съсредоточена на най-големия остров, Диего Гарсия, където са разположени съвместни британско-американски военни съоръжения. Строителните проекти и различните услуги, нужни за поддържането на военните съоръжения, се осъществяват от военен персонал и служители на договор от Великобритания, Мавриций, Филипините и САЩ. На островите нямат промишлена или селскостопанска дейност. Водата, храната и други продоволствия се внасят на островите. Независимост проучване за приложимост стига до извода, че повторното заселване би било „скъпо и несигурно“. Друго проучване за приложимост, упълномощено от организации, които подкрепят повторното заселването, установява, че повторното заселване е възможно на цената от 25 милиона паунда от британския данъкоплатец. Ако чагосците се завърнат, те планират да установят производство на копра и риболов и да започват комерсиалното развитие на островите за туризъм.
До октомври 2010 г. ивичест тунец и жълтопера риба тон се ловят за около два месеца от годината, тъй като едногодишният им миграционен път преминава през архипелага. Докато отдалечеността на Чагос предоставя известна защита от добивната дейност, легалният и нелегалният риболов оставят своя отпечатък. Съществува значително бракониерство на костенурки и други морски животни. Акулите, които играят важна роля в балансирането на хранителната мрежа на тропически острови, са претърпели остър спад, поради нелегален риболов, заради техните перки и като съпътстващ улов от нелегалните рибари. Морските краставици, които чистят пясъците, се ловят от бракониери за износ към азиатските пазари.

### Климат
Архипелагът има тропичен океански климат, горещ и влажен, но уравновесяван от пасати. Климатът се характеризира с много слънчеви часове, топли температури, дъждовни бури и лек бриз. Дъждовният сезон продължава от декември до февруари, а типичните метеорологични условия включват слаби ветрове от запад-северозапад. Сухият сезон е от юни до септември и се характеризира с умерени югоизточни ветрове. Средното количество годишни валежи е 2600 mm, а средногодишната температура варира между 26,2 и 28,3 °C.

## История
Според южномалдивска устна традиция, местните търговци и рибари понякога се губели в морето и засядали на някои от островите Чагос. Накрая те са били намирани и отвеждани обратно у дома. Обаче, тези острови са смятани за твърде отдалечени от Малдивите, че да бъдат заселвани от малдивците. Така, в продължение на много векове островите биват игнорирани от северните им съседи.
Португалските мореплаватели са първите европейци, които откриват архипелага. Откриването на островите често се приписва на Педро Маскарена през 1512 – 1513 г. Португалците наричат островната група Басас де Чагас (на португалски: Bassas de Chagas) Те, също така, наименуват някои от атолите (Диего Гарсия, Перос Баньос). Архипелагът е пренебрегван от португалците както икономически, така и политически, и никога не става част от Португалската империя. През 1556 г. Маноел Рангел, корабокрушенец от португалския кораб Консейсао попада на рифа Перос Баньос и прави описание на островите. По това време на тях все още не растат кокосови палми в изобилие.
Французите са първите, обявили Чагос за своя територия, след като се заселват на Реюнион през 1665 г. и Мавриций през 1715 г. Французите започват да издават разрешителни за компании, които започват да основават плантации за кокосово масло през 1770-те години.
На 27 април 1786 г. Великобритания предявява териториални претенции за архипелага. Въпреки това, територията официално става част от Великобритания едва след падането на Наполеон през 1814 г. Чагос се управляват от Мавриций, който по това време също е британска колония.
През 1793 г., когато първата успешна колония е основана на Диего Гарсия, се създават кокосови плантации на много от атолите и островите в архипелага. Първоначално работниците са роби, но след 1840 г. са свободни хора. Те образуват междуостровната култура на чагосците.
На 31 август 1903 г. Чагос административно е отделен от Сейшелите и присъединен към Мавриций. През ноември 1965 г. Великобритания откупува Чагос от самоуправляващата се колония Мавриций за 3 милиона паунда, за да създаде Британска индоокеанска територия с цел да затвори плантациите и да отдава територията на САЩ за военни цели в региона. На 30 декември 1966 г. САЩ и Великобритания подписват споразумение, според което въоръжените сили на САЩ могат да използват всеки остров на Британската индоокеанска територия за военни цели за 50 години, до декември 2016 г., последвано от 20-годишно разширение по избор (до 2036 г.), за което двете страни трябва да се споразумеят до декември 2014 г. Към 2010 г. само атолът Диего Гарсия е превърнат във военна база.
Между 1967 и 1973 г. цялото население на Чагос е насилствено изселено от островите и преместено на Мавриций и Сейшелите, за да се направи място за съвместната британско-американска военна база. През март 1971 г. пристигат американски военноморски строителни батальони на Диего Гарсия и започват строителството на комуникационна станция и летище. Плантацията на острова е затворена през октомври същата година.
През 1972 г. Великобритания затваря всички останали плантации на Чагос и депортира чагосците. Правителството на Мавриций отказва да приеме островитяните безплатно и през 1973 г. Великобритания плаща 650 000 паунда на Мавриций за заселването им.
На 1 април 2010 г. британското правителство създава защитена местност на Чагос. Това е най-големият морски резерват в света, с площ от 640 000 km2. На 18 март 2015 г. Постоянният арбитражен съд единодушно отсъжда, че морската защитената местност нарушава международното право.
На 20 декември 2010 г. Мавриций започва съдебно производство срещу Великобритания под Конвенцията на ООН по морско право, оспорваща законосъобразността на военната зона на Чагос. Проблемът с компенсацията и репатрирането на бившите жители на няколко от атолите в архипелага продължава в съдебен процес и към август 2010 г. е поставен в Европейския съд по правата на човека от група от няколко бивши жители. През ноември 2016 г. Великобритания заявява, че няма да позволи на чагосците да се завърнат в родината си. Към август 2018 г. Мавриций е поставил въпроса пред Международния съд на ООН за консултативно мнение, въпреки възраженията на Великобритания.

## Екология
Островите Чагос образуват екорегион заедно с Малдивите и Лакшадвип. Архипелагът и околните му води представляват обширна защитена зона. Дълбоките океански води около островите имат изключително разнообразие от подводни геоложки образувания (дълбоки падини, средноокеански хребети и върхове). Тези райони най-вероятно са дом на много все още непознати и специално адаптирани видове. Макар дълбоководните хабитати около островите все още да не са детайлно изучени или картографирани, работата в други региони по света сочи, че голямото физическо разнообразие на океанското дъно е тясно свързано с голямото биоразнообразие.
Към 2010 г. 76 вида от района на Чагос са включени в Червения списък на световнозастрашените видове. Островите и водите около тях са дом на поне 371 вида корали, 784 вида риба, 17 вида морски птици, 113 вида насекоми и различни видове бозайници, костенурки и ракообразни.
Растителността на островите съществува откакто на тях има достатъчно почва – вероятно преди по-малко от 4000 години. Местната флора е представена от 41 вида цъфтящи растения, 4 вида папрати, както и широко разнообразие от мъхове, гъби и цианобактерии. В днешно време на островите са записани поне 280 вида цъфтящи растения, като това повишение отразява внасянето на чужди видове от хората, както нарочно, така и случайно.